# Labyrinth (Versailles)

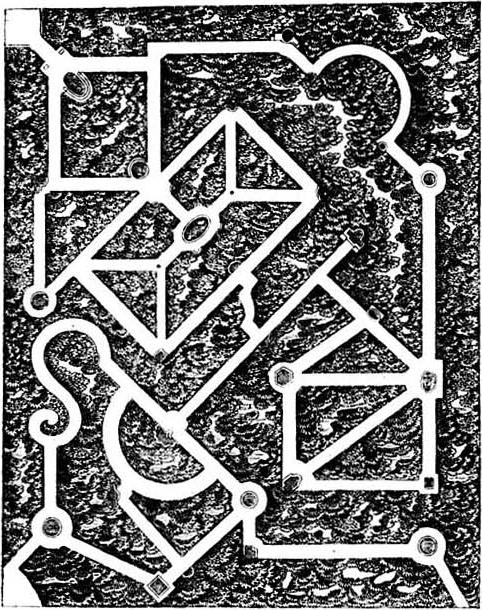
Übersichtsplan des Labyrinths von Versailles

Das seinerzeit berühmte, heute nicht mehr vorhandene Labyrinth von Versailles war ein Boskett mit einer Fläche von etwas mehr als einem Hektar, das sich im Petit Parc des Schlosses von Versailles befand.
Das Labyrinth war außerordentlich reich geschmückt und den Angehörigen des Hofstaates vorbehalten. Die ersten Planungen dazu begannen 1661, mit den Arbeiten wurde 1664 begonnen. In den Jahren zwischen 1672 und 1681 wurde das Boskett mit 39 Springbrunnen ausgestattet. Alle Brunnen waren mit farbig bemalten, von namhaften Künstlern angefertigten Bleiguss-Figuren versehen und stellten Themen aus den Fabeln des Äsop von Jean de La Fontaine dar. Jede Gruppe war mit einem Sinnspruch, verfasst von Isaac de Benserade, aus dem Themenkreis dieser Fabeln versehen. Es handelte sich bei diesem Labyrinthboskett nicht um einen üblichen Irrgarten, bei dem es einen Zielplatz zu finden galt, vielmehr bestand die Aufgabe darin, den Weg so zu wählen, dass alle Brunnen genau einmal erreicht wurden. Da die Pflege des Labyrinths teuer war, geriet es zeitweise in einen schlechten Zustand. Schließlich wurde es anlässlich von Neupflanzungsarbeiten 1774 vollständig entfernt und durch die heute Bosquet de la Reine genannte Anlage ersetzt.